# Hypochnopsis
Hypochnopsis är ett släkte av svampar. Hypochnopsis ingår i familjen Thelephoraceae, ordningen Thelephorales, klassen Agaricomycetes, divisionen basidiesvampar och riket svampar.